# Очковиці
Очковиці (пол. Oczkowice) — село в Польщі, у гміні Мейська Ґурка Равицького повіту Великопольського воєводства.
Населення — 312 осіб (2011).
У 1975-1998 роках село належало до Лешненського воєводства.

## Демографія
Демографічна структура станом на 31 березня 2011 року:
|          | Загалом | Допрацездатний вік | Працездатний вік | Постпрацездатний вік |
| -------- | ------- | ------------------ | ---------------- | -------------------- |
| Чоловіки | 150     | 34                 | 105              | 11                   |
| Жінки    | 162     | 38                 | 98               | 26                   |
| Разом    | 312     | 72                 | 203              | 37                   |